# Norwegischer Fußballpokal der Männer 2024
Der norwegische Fußballpokal 2024 (kurz auch NM-Cup 2024 genannt) war die 118. Austragung des Fußballpokalwettbewerbs der Männer. Der Wettbewerb begann mit zwei Qualifikationsrunden im März und endete am 7. Dezember 2024 mit dem Finale. Pokalsieger wurde der Fredrikstad FK. Titelverteidiger war der Molde FK.
Der Pokalsieger erhält das Startrecht in der 3. Qualifikationsrunde der UEFA Europa League 2025/26.

## Modus und Kalender
Der Wettbewerb begann im März mit der ersten Qualifikationsrunde. An dieser durften alle Vereine der vierten und fünften Spielklasse des norwegischen Fußballverbandes Norges Fotballforbund (NFF) teilnehmen, die ein bestimmtes Leistungsniveau hatten und ein angemessenes Spielfeld besaßen. Die 88 Gewinner spielten eine Woche später in einer zweiten Qualifikationsrunde gegeneinander um die Teilnehmer an den Hauptrunden.
Zu den 44 Gewinnern der Qualifikation stießen in der ersten Hauptrunde die 84 Vereine der drei höchsten norwegischen Spielklassen: der Eliteserie, der 1. Division und der PostNord-Liga. Es folgten noch drei weitere Hauptrunden, das Viertelfinale, das Halbfinale und schließlich im Dezember das Finale. Das Finalspiel findet seit 1948 im Osloer Ullevaal-Stadion statt.
| Runde                  | Datum                      | Spiele | Vereine   | Neueinstiege |
| ---------------------- | -------------------------- | ------ | --------- | ------------ |
| 1. Qualifikationsrunde | 2. bis 13. März 2024       | 88     | 260 → 172 | 176          |
| 2. Qualifikationsrunde | 18. März bis 2. April 2024 | 44     | 172 → 128 | –            |
| 1. Runde               | 9. bis 11. April 2024      | 64     | 128 → 64  | 84           |
| 2. Runde               | 23. bis 25. April 2024     | 32     | 64 → 32   | –            |
| 3. Runde               | 1. Mai 2024                | 16     | 32 → 16   | –            |
| 4. Runde               | 8. Mai 2024                | 8      | 16 → 8    | –            |
| Viertelfinale          | 6. Oktober 2024            | 4      | 8 → 4     | –            |
| Halbfinale             | 30. Oktober 2024           | 2      | 4 → 2     | –            |
| Finale                 | 7. Dezember 2024           | 1      | 2 → 1     | –            |

## 1. Runde
Die Auslosung fand am 26. März 2024 statt.
| Datum      |                       | Ergebnis              |                     |
| ---------- | --------------------- | --------------------- | ------------------- |
| 09.04.2024 | Brønnøysund IL        | 0:6                   | FK Bodø/Glimt       |
| 10.04.2024 | Kirkenes IF           | 00:11                 | Alta IF             |
|            | FK Union Carl Berner  | 0:3                   | Vålerenga Oslo      |
|            | Førde IL              | 2:6                   | Sogndal Fotball     |
|            | Bossekop UL           | 1:3                   | Skjervøy IK         |
|            | FK Senja              | 1:6                   | Tromsdalen UIL      |
|            | Sortland IL           | 0:6                   | Tromsø IL           |
|            | FK Mjølner            | 1:2                   | IF Fløya            |
|            | Rana FK               | 0:3                   | IK Junkeren         |
|            | Mosjøen IL            | 0:4                   | Levanger FK         |
|            | Sverresborg IF        | 0:6                   | Rosenborg Trondheim |
|            | Nardo FK              | 2:4                   | Strindheim IL       |
|            | Tiller IL             | 0:3                   | Ranheim Fotball     |
|            | SK Trygg/Lade         | 2:3                   | IL Stjørdals-Blink  |
|            | Melhus IL             | 1:0                   | Byåsen Toppfotball  |
|            | SK Træff              | 5:1                   | Surnadal IL         |
|            | Eide/Omegn FK         | 0:5                   | Molde FK            |
|            | Brattvåg IL           | 1:2                   | Kristiansund BK     |
|            | Spjelkjavik IL        | 0:2                   | Aalesunds FK        |
|            | Fjøra FK              | 2:5                   | Åsane Fotball       |
|            | Os TF                 | 0:2                   | Frøya IL            |
|            | Fana IL               | 0:2                   | Lysekloster IL      |
|            | IL Sandviken          | 4:6 n. V.             | IL Bjarg            |
|            | Stord IL              | 4:4 n. V. (3:2 i. E.) | SK Djerv 1919       |
|            | Torvastad IL          | 1:1 n. V. (2:0 i. E.) | FK Haugesund        |
|            | Madla IL              | 3:5                   | SK Vard Haugesund   |
|            | Verhaug IL            | 0:5                   | Viking Stavanger    |
|            | IL Brodd              | 1:3                   | Sandnes Ulf         |
|            | FK Vidar              | 0:1                   | Egersunds IK        |
|            | Randesund IL          | 0:2                   | FK Jerv             |
|            | FK Mandalskameratene  | 1:1 n. V. (6:5 i. E.) | Start Kristiansand  |
|            | Flekkerøy IL          | 1:0                   | Sandefjord Fotball  |
|            | IL Hei                | 0:1                   | Pors Grenland       |
|            | Fram Larvik           | 2:1                   | Notodden FK         |
|            | FK Ørn-Horten         | 0:3                   | Mjøndalen IF        |
|            | Åskollen FK           | 1:3                   | Odds BK             |
|            | Ridabu IL             | 0:5                   | Ham-Kam             |
|            | Nybergsund IL-Trysil  | 0:8                   | Kongsvinger IL      |
|            | Hønefoss BK           | 5:0                   | FK Gjøvik Lyn       |
|            | Bjørkelangen SF       | 0:7                   | Lillestrøm SK       |
|            | Gjelleråsen IF        | 2:4                   | Strømmen IF         |
|            | Lørenskog IF          | 1:2                   | Ullensaker/Kisa IL  |
|            | Årvoll IL             | 0:2                   | KFUM Oslo           |
|            | IL Heming             | 0:2                   | Lyn Oslo            |
|            | Frigg Oslo FK         | 3:1 n. V.             | Grorud IL           |
|            | Nordstrand IF         | 0:1                   | Kjelsås Fotball     |
|            | Oppsal IF             | 3:1 n. V.             | Follo Fotball       |
|            | Drøbak/Frogn IL       | 00:10                 | Fredrikstad FK      |
|            | Sarpsborg FK          | 1:5                   | Sarpsborg 08 FF     |
|            | Hallingdal FK         | 0:7                   | Strømsgodset IF     |
|            | Asker Fotball         | 0:2                   | Stabæk Fotball      |
|            | Skreia IL             | 0:8                   | Raufoss IL          |
|            | Råde IL               | 2:0                   | Kvik Halden FK      |
|            | IL Express            | 1:2 n. V.             | Arendal Fotball     |
|            | Funnefoss/Vormsund IL | 0:2                   | Eidsvold TF         |
|            | Gamle Oslo FK         | 0:2                   | Skeid Oslo          |
| 11.04.2024 | Lyngbø SK             | 1:7                   | Brann Bergen        |
|            | Askøy FK              | 4:4 n. V. (5:3 i. E.) | Sotra FK            |
|            | Forus og Gausel IL    | 00:10                 | Bryne FK            |
|            | Ullern IF             | 0:2                   | Bærum SK            |
|            | Volda TI              | 1:6                   | IL Hødd             |
|            | SK Sprint-Jeløy       | 0:3                   | Moss FK             |
|            | FK Toten              | 1:3                   | Elverum Fotball     |
|            | IL Flint              | 0:6                   | FK Eik Tønsberg     |

## 2. Runde
Die Auslosung fand am 12. April 2024 statt.
| Datum      |                      | Ergebnis              |                     |
| ---------- | -------------------- | --------------------- | ------------------- |
| 23.04.2024 | Skeid Oslo           | 1:2                   | Raufoss IL          |
| 24.04.2024 | Skjervøy IK          | 0:1                   | Alta IF             |
|            | IF Fløya             | 0:6                   | Tromsø IL           |
|            | IK Junkeren          | 0:2                   | FK Bodø/Glimt       |
|            | Melhus IL            | 1:5                   | Ranheim Fotball     |
|            | IL Stjørdals-Blink   | 0:1                   | Levanger FK         |
|            | Strindheim IL        | 1:2                   | Molde FK            |
|            | SK Træff             | 1:2                   | Kristiansund BK     |
|            | IL Hødd              | 1:0 n. V.             | Aalesunds FK        |
|            | Stord IL             | 0:4                   | Lysekloster IL      |
|            | IL Bjarg             | 0:3                   | Åsane Fotball       |
|            | Frøya IL             | 2:2 n. V. (5:6 i. E.) | Sogndal Fotball     |
|            | Askøy FK             | 2:5                   | Brann Bergen        |
|            | Torvastad IL         | 3:4                   | Viking Stavanger    |
|            | SK Vard Haugesund    | 0:4                   | Sandnes Ulf         |
|            | FK Mandalskameratene | 0:7                   | Bryne FK            |
|            | Flekkerøy IL         | 0:1                   | Egersunds IK        |
|            | Pors Grenland        | 0:1                   | Odds BK             |
|            | Fram Larvik          | 0:3                   | Arendal Fotball     |
|            | Elverum Fotball      | 2:4                   | Ham-Kam             |
|            | Eidsvold TF          | 1:0                   | Mjøndalen IF        |
|            | Ullensaker/Kisa IL   | 1:3                   | Rosenborg Trondheim |
|            | Frigg Oslo FK        | 0:3                   | KFUM Oslo           |
|            | Bærum SK             | 0:5                   | Stabæk Fotball      |
|            | Kjelsås Fotball      | 3:2                   | Kongsvinger IL      |
|            | Råde IL              | 2:1                   | Moss FK             |
|            | Tromsdalen UIL       | 3:1 n. V.             | Lyn Oslo            |
|            | FK Jerv              | 0:3                   | Strømsgodset IF     |
|            | Strømmen IF          | 4:5                   | Lillestrøm SK       |
| 25.04.2024 | Oppsal IF            | 0:4                   | Vålerenga Oslo      |
|            | FK Eik Tønsberg      | 2:5                   | Fredrikstad FK      |
|            | Hønefoss BK          | 1:2                   | Sarpsborg 08 FF     |

## 3. Runde
Die Auslosung fand am 24. April 2024 statt.
| Datum      |                 | Ergebnis              |                     |
| ---------- | --------------- | --------------------- | ------------------- |
| 01.05.2024 | Sogndal Fotball | 1:1 n. V. (4:5 i. E.) | KFUM Oslo           |
|            | Kjelsås Fotball | 1:2                   | Lysekloster IL      |
|            | FK Bodø/Glimt   | 2:4                   | Lillestrøm SK       |
|            | Fredrikstad FK  | 1:0                   | Rosenborg Trondheim |
|            | Egersunds IK    | 1:3                   | Ham-Kam             |
|            | Eidsvold TF     | 2:1                   | Åsane Fotball       |
|            | Levanger FK     | 1:0                   | Brann Bergen        |
|            | Strømsgodset IF | 4:0                   | Kristiansund BK     |
|            | IL Hødd         | 1:3                   | Molde FK            |
|            | Tromsdalen UIL  | 0:4                   | Viking Stavanger    |
|            | Sandnes Ulf     | 5:4                   | Odds BK             |
|            | Arendal Fotball | 0:1                   | Bryne FK            |
|            | Vålerenga Oslo  | 1:0 n. V.             | Tromsø IL           |
|            | Råde IL         | 0:1                   | Sarpsborg 08 FF     |
|            | Ranheim Fotball | 1:2                   | Raufoss IL          |
|            | Alta IF         | 3:4                   | Stabæk Fotball      |

## Achtelfinale
Die Auslosung fand am 1. Mai 2024 statt.
| Datum      |                 | Ergebnis              |                  |
| ---------- | --------------- | --------------------- | ---------------- |
| 08.05.2024 | Molde FK        | 4:2                   | Sarpsborg 08 FF  |
|            | Lysekloster IL  | 2:3 n. V.             | KFUM Oslo        |
|            | Raufoss IL      | 2:3                   | Fredrikstad FK   |
|            | Eidsvold TF     | 3:5                   | Sandnes Ulf      |
|            | Stabæk Fotball  | 5:1                   | Bryne FK         |
|            | Vålerenga Oslo  | 2:2 n. V. (4:3 i. E.) | Ham-Kam          |
|            | Levanger FK     | 4:2 n. V.             | Viking Stavanger |
| 09.05.2024 | Strømsgodset IF | 3:4 n. V.             | Lillestrøm SK    |

## Viertelfinale
Die Auslosung fand am 8. Mai 2024 statt. Im Anschluss wurde auch das Halbfinale ausgelost.
| Datum      |                | Ergebnis  |                |
| ---------- | -------------- | --------- | -------------- |
| 05.10.2024 | Sandnes Ulf    | 2:0       | Levanger FK    |
| 06.10.2024 | Stabæk Fotball | 2:3       | KFUM Oslo      |
|            | Lillestrøm SK  | 1:2       | Molde FK       |
|            | Vålerenga Oslo | 0:1 n. V. | Fredrikstad FK |

## Halbfinale
| Datum      |                | Ergebnis              |           |
| ---------- | -------------- | --------------------- | --------- |
| 30.10.2024 | Sandnes Ulf    | 0:2                   | Molde FK  |
|            | Fredrikstad FK | 0:0 n. V. (6:5 i. E.) | KFUM Oslo |

## Finale
| Fredrikstad FK                                               | Fredrikstad FK | Molde FK | Molde FK |
| ------------------------------------------------------------ | --- | --- | -------- |
| Fredrikstad FK                                               | \| Finale \| \| 7. Dezember 2024 um 16:00 Uhr MEZ in Oslo (Ullevaal-Stadion) \| \| Ergebnis: 0:0 n. V.; 5:4 i. E. \| \| Zuschauer: 23.058 \| \| Schiedsrichter: Sigurd Smehus Kringstad \| \| Spielbericht \|                                                                      | \| Finale \| \| 7. Dezember 2024 um 16:00 Uhr MEZ in Oslo (Ullevaal-Stadion) \| \| Ergebnis: 0:0 n. V.; 5:4 i. E. \| \| Zuschauer: 23.058 \| \| Schiedsrichter: Sigurd Smehus Kringstad \| \| Spielbericht \| | Molde FK |
| Fredrikstad FK                                               | Jonathan Fischer – Maxwell Woledzi, Fallou Fall, Sigurd Kvile – Simen Rafn (104. Brandur Hendriksson), Morten Bjørlo, Patrick Metcalfe (104. Daniel Eid), Stian Stray Molde, Júlíus Magnússon – Jóannes Bjartalíð, Sondre Sørløkk (80. Henrik Skogvold) Cheftrainer: Andreas Hagen | Albert Posiadała – Valdemar Lund, Isak Amundsen, Martin Bjørnbak (114. Eirik Haugan) – Mats Møller Dæhli – Martin Linnes (68. Halldor Stenevik), Emil Breivik (68. Markus André Kaasa), Kristian Eriksen, Kristoffer Haugen (91. Mathias Fjørtoft Løvik) – Mads Enggård (68. Magnus Wolf Eikrem), Ola Brynhildsen (91. Fredrik Gulbrandsen) Cheftrainer: Erling Moe | Molde FK |
| Fredrikstad FK                                               | Elfmeterschießen | | Molde FK |
| Fredrikstad FK                                               | 1:0 Morten Bjørlo 2:1 Jóannes Bjartalíð 3:2 Brandur Hendriksson 4:3 Henrik Skogvold 5:4 Júlíus Magnússon | Eirik Haugan schießt übers Tor 1:1 Halldor Stenevik 2:2 Fredrik Gulbrandsen 3:3 Magnus Wolf Eikrem 4:4 Mathias Fjørtoft Løvik | Molde FK |
| Fredrikstad FK                                               | Sondre Sørløkk (74.), Henrik Skogvold (89.) | Martin Bjørnbak (44.), Martin Linnes (56.), Emil Breivik (62.), Kristian Eriksen (103.) | Molde FK |
| Finale                                                       | | |          |
| 7. Dezember 2024 um 16:00 Uhr MEZ in Oslo (Ullevaal-Stadion) | | |          |
| Ergebnis: 0:0 n. V.; 5:4 i. E.                               | | |          |
| Zuschauer: 23.058                                            | | |          |
| Schiedsrichter: Sigurd Smehus Kringstad                      | | |          |
| Spielbericht                                                 | | |          |